# زوریا
زوریا (معنی تحت اللفظی: سپیده دم، پگاه؛ همچنین املاهای گوناگون دارد: زاریا ، زارا ، زورزا ، زارانیتسا ، زوریوشکا و...) یک چهره در فرهنگ عامه اسلاو است. زوریا یک تشخیص زنانه از سپیده‌دم و احتمالاً الهه مرتبط به آن بود. بسته به روایت، او ممکن است به عنوان یک موجود منحصر به فرد ظاهر شود که اغلب به آن "دوشیزه سرخ" یا دو یا سه خواهر در آن واحد گویند. اگرچه زوریا از نظر ریشه‌شناسی و واژگان با الهه سپیده دم پروتو-هندواروپایی <i id="mwFA">*H₂éwsōs</i> ارتباطی ندارد، اما در بیشتر خصوصیات با او مشترک است. او اغلب به عنوان خواهر خورشید ، ماه ، و زوزدا ، ستاره سحر شناخته می‌شود و گاه به شکل زهره تجسم می‌یابد.  او در کاخ خورشید زندگی می کند، صبح دروازه را برای او باز می کنند تا بتواند در آسمان سفر کند، از اسب های سفیدش محافظت می کند،  او همچنین به عنوان یک باکره در نظر گرفته می‌شد.  در سنت اسلاوی شرقی همتای او زاگووری است که نماینده قوه‌ایست که یک فرد در عبادتش به آن متوسل می‌شود. 